# 毛经权
毛经权（1930年9月—），男，江苏嘉定（今属上海）人，中华人民共和国学者、政治人物，上海铁道学院教授，曾任中共上海市委常委、统战部长，上海市政协副主席，中国国际公共关系协会副会长，第七届全国政协委员。